# Yoshihara Masato
Masato Yoshihara (sinh ngày 27 tháng 10 năm 1991) là một cầu thủ bóng đá người Nhật Bản.

## Sự nghiệp câu lạc bộ
Masato Yoshihara đã từng chơi cho Avispa Fukuoka, Alemannia Aachen và Cambodia Tiger.